# Kaposvári Rákóczi FC
A Kaposvári Rákóczi FC magyar labdarúgócsapat Kaposvárról. Legjobb eredményét a 2007–08-as szezonban érte el, mikor a 6. helyen végzett az élvonalban. A csapat hivatalos mezszínei a zöld és a fehér.

## Történet

### A kezdetek
1923. augusztus 15-én Ambrus János kaposvári pénzügy igazgatási díjnok és néhány más sportszerető ember alapította meg az egyesületet Rákóczi Sport Club néven. A csapat első labdarúgó-pályája a jelenlegi stadion helyén volt, amit csak „cukorgyári gödörként” emlegettek. 1927-ben fúzióra lépett a Kaposvári Petőfi Atlétikai Clubbal és már 11 szakosztállyal működött tovább az egyesület Kaposvári Rákóczi Atlétikai Club néven. Azonban a nagy gazdasági világválság hatására a csapat egy jelentős része Dél-Amerikába távozott. Nem feledve gyökereiket, megalakították Buenos Airesben az argentin Rákóczit. A 30-as években a csapat a pécsi alosztály első vonalában szerepeltek. A háborús évek alatt, 1941-ben a csapat játékos lett a legendás hírű Avar István, aki hívására több jó képességű labdarúgó érkezett a csapathoz a kor egyik legkiválóbb csapatától a Nagyváradi AC-tól Erdélyből. A csapat Avar vezetésével az NB I kapujához érkezett, azonban mivel a klub legjobbját elvitték a frontra, a dédelgetett álom nem válhatott valósággá. A második világháborút követően a Rákóczit beolvasztották az újonnan létrehozott KDSK-ba. 1955-től a csapat neve Kinizsi lett, és a másodosztályban küzdött a minél jobb helyezésért. A csapat az 1970-es évek elején, immár a régi nevén, Mathesz Imre vezetésével ismét a feljutás közelébe került. 1975-ben a csapat bejutott az NB I-be, ahol Burcsa Győző duplájával 22000 néző előtt 2-0-ra verte a Budapesti Vasas csapatát. A Rákóczi 3 évet töltött el az élvonalban, Mathesz Imre menesztése után a csapat kiesett az első osztályból. A visszajutásra azonban csak 2 évet kellett várni, 1980-ban a dr. Puskás Lajos edzette csapat visszaküzdötte magát a legjobbak közé. A csapat balszerencséjére, ha a Diósgyőrt verte volna meg akkor a megszerzett pontjaival is benn tudott volna maradni az első osztályban. Ezt követően 1987-ben jutott fel még egyszer a csapat, amikor is sporttörténeti esemény szemtanúi lehettek a siófoki stadionba kilátogató nézők: 2 somogyi NB I-es csapat először játszott egymással (Kaposvár-Siófok 1-3).

### A közelmúlt

#### Másodosztály
Edzőkeringőt járt a Rákóczi a 21. század első éveiben. Keszei Ferenc fél évet volt a zöld-fehérek edzője, 2002 nyarán távozott a kaposváriak kispadjáról. A 2002/2003-as szezont Kovács Kálmán vezetőedzővel kezdte a csapat. A bajnoki szezon felénél 2003 januárjában ismét visszatért Keszei Ferenc Kaposvárra. A tavaszi nyitány vereséggel kezdődött, és újabb nyögvenyelős mérkőzések következtek. Az utolsó három mérkőzést már nem várta meg Keszei Ferenc edző, helyét Prukner László vette át. Rövid idő állt a rendelkezésére, de mindhárom meccsen győzelemre vezette a Rákóczit az U19-es csapat korábbi edzője.  A 2003 őszét jól kezdte a Rákóczi, a folytatás azonban nem sikerült túl jól, a csapat a 10. helyen zárta az őszt. Decemberre azonban jogerős lett az ítélet a csapat óvásának ügyében, így már a harmadik helyen volt a Rákóczi. Ekkor született az a döntés is, hogy nem csak az első kettő, hanem az első 4 csapat jut fel az NB I-be. A tavasszal a csapat nagyon jó formában játszott, és elérkezett 2004. május 15-e, a nagy nap, amire 17 éve (a csapat akkor volt utoljára NB I-es) vártak a drukkerek és a játékosok. A csapat a Szolnokot fogadta, és 2-0-s győzelmével ismét kiharcolta az első-osztályban való szereplés jogát.

#### 2004–2005
A csapat 1987 után a legmagasabb osztályban az első meccset ismét a Vasassal játszotta, melyen 5000 néző előtt 3-2-re győzött. Az őszi szezon csúcspontja az volt, amikor az abban az idényben remeklő Fradit a Rákóczi telt ház, 7000 néző előtt 2-1-re megverte, elsőként a mezőnyből! Az idényben becsúszott néhány súlyosabb vereség, de az együttes becsületesen helytállt, és végül a táblázat 12. helyén zárta az évadot.

#### 2005–2006
A csapat változatos őszt produkált, hol becsúszott egy hazai zakó, hol pedig egy-egy idegenbeli győzelem. Az együttes az őszt a tabella 12. helyén zárta. A tavasz kezdetét döntetlenek és vereségek jellemezték, március 25-én a Ferencváros elleni meccsen azonban egy nagy sorozat vette kezdetét: a Kaposvár a soron következő 5 meccsen veretlen maradt, ráadásul négyszer győzött is. Ezzel gyakorlatilag még 6 fordulóval a zárás előtt biztossá vált a bennmaradás, a játékosok pedig felszabadultan focizva a 7. helyig, minden idők legjobb kaposvári szerepléséig repítették az együttest.

#### 2006–2007
A 2006-os őszt valószínűleg nem sok Kaposvár-drukker zárta a szívébe, hiszen a játékosok 17 meccsen mindössze 4 győzelmet arattak, a megszerzett 14 ponttal kiesőhelyen „teleltek”. Ekkor azonban a csapat vezetői – megőrizve hidegvérüket – nem küldték el az edzőt, hanem rendet téve a fejekben (és néhány játékos elküldésével) egy sosem látott tavasznak néztek elébe: A Rákóczi 13 meccsen nyolcszor nyert, háromszor ikszelt, és mindössze két vereséget szenvedett (a Debrecentől és a ZTE-től). A bennmaradás a pécs elleni, idegenbeli mérkőzésen vált biztossá, melyen a kaposváriak 0-2 után 3-2-re győztek! Sajnálatos, hogy néhány pécsi drukker a találkozó 85. percében a stadionon kívülről kővel dobálta meg a 400-500 fős vendégdrukker-tábort, melyből többen meg is sérültek. A CSAPAT – mert egy darabig így kell írni, csupa nagybetűvel – iszonyú mélyről felállva nagyszerűen teljesített tavasszal, és megismételve előző évi produkcióját, ismét a 7. helyen zárt.

#### 2007–2008
A tavaszi sikercsapat együtt maradt, a lejáró szerződésű játékosok (Oláh Lóránt, Maróti Béla, Petrók Viktor, Kovácsevics Róbert és Pintér Attila) meghosszabbították kontraktusukat. 2007-ben pedig ismét 2 Somogy megyei NBI-es csapat szerepelt, mivel a Siófok is feljutott az élvonalba. A csapat néhány kisebb hullámvölgy kivételével, valamint két meghatározó játékos téli távozása ellenére (Dusan Vasziljevics Cottbusba, Szakály Péter Debrecenbe igazolt) egész évben megbízhatóan szerepelt, és az utolsó 5 meccséből négyet megnyerve végül az hatodik helyet szerezte meg a bajnokságban, mely a csapat történetének legjobb szereplése volt az élvonalban. Az együttes a kupában szintén fennállása legjobb eredményét produkálva az elődöntőbe jutott, ahol a Honvéd búcsúztatta. Az MLSZ felajánlotta az Intertotó-kupa indulást, azonban a vezetők a magas utazási költségek miatt ezt nem vállalták.

#### 2008–2009
A kaposvári sikercsapat tagjai közül több meghatározó játékos távozott. Oláh Lóránt Debrecenbe , Pintér Attila Győrbe igazolt, Milinte Árpádot a Siófok igazolta le, míg Maróti Bélát a Honvéd szerezte meg.
Távozott a már-már szétválaszthatatlan Oláh-Alves csatárpáros másik tagja is: Andre Alves dos Santos Vlagyivosztokba került kölcsönbe, míg csapat- és honfitársa, Leandro da Silva oda is szerződött. Decemberben Alves a kölcsön lejárta után az FC Fehérvárban folytatta pályafutását, ahol Szakály Dénessel, korábbi csapattársával készülhetett. A téli felkészülési időszakban visszatért Kaposvárra Zsolnai Róbert, aki szervesen kivette a részét a csapat jó tavaszi szerepléséből. A 2008-2009-es évadot a Rákóczi a 9. helyen fejezte be.

#### 2009–2010
Az új évad ismét változásokat hozott a csapat felállásában. Milinte Árpád a Siófok kiesése miatt visszatért Kaposvárra és Bank István és Maróti Béla is újra a Somogyi megyeszékhelyen rúgja a bőrt. A csapattól távozott Nemanja Obric aki a zöld fehér mezt a Crvena Zvezda uniformisára cserélte, míg Graszl Károly védő Siófokra távozott. Ezzel egy időben a belgrádi és kaposvári klub együttműködési szerződést kötött melynek értelmében a jövőben több szerb játékos is játéklehetőséget kaphat a Rákócziban. Az U19-es csapattól az első csapat keretébe kerül Balázs Benjamin, Kulcsár Kornél, Bőle Lukács, Major Ádám és Horváth Tamás. Az évad végén az addigi sikeredző, Prukner László a Fradihoz távozott.

#### 2011–2012
Egy olyan szezon után ahol egy kis csapat nagy álmai végül nem teljesültek új erővel és lendülettel vághatott neki a csapat a felkészülésnek. Több játékos távozott többek között Oláh Lóránt, Máté Péter, Milinte Árpád, Kovács Zoltán, Grúz Tamás, Zahorecz Krisztián és még több kiegészítő ember akik nem feleltek meg a klub elvárásainak. Sisa Tibornak az előző évekhez hasonlóan új csapatot kellett építeni. Igazolni csak alacsonyabb osztályból sikerült. Kemény szezon elé néz a csapat, aminek nem lehet más a kitűzött cél, mint a bennmaradás.

#### 2014–2015
A csapattól a kiesést követően távozott Selymes Tibor, az új vezetőedző Márton Gábor lett. Vele egy nem túl kiemelkedő, de a jövő ismeretében egészen elfogadható őszt produkált a csapat, 15 meccsen 16 pontot gyűjtve, a 12. helyen, 5 pontra a kiesőzónától.Télen azonban nyilvánosságra került a csapat adósságának összege, és nem lett működtethető a klub az addigi körülmények között. Márton Gábort Prukner László váltotta a kispadon, és vele egy igen keserves tavasz  után az utolsó helyen végzett a csapat.

#### 2015–2016
Nyáron kiderült, hogy nem kapja meg az NB3-as licencet a csapat, ezért sokáig a Somogy megyei 2. osztályra készült a volt NB1-es egyesület. Végül is egy MLSZ-határozat hatására sikerült kiharcolniuk a megye 1-es indulást! A megye 1-ben mint Bene Ferenc Labdarúgó Akadémia néven indultak ezt a bajnokságot Pusztai László és Házi László vezetésével a téli szünetben 17 meccsen 15 győzelemmel és 2 döntetlennel veretlenül vezették, és végül bajnoki címet szerezve jutottak fel az NB3-ba.

#### 2016–2017
2016-ban az Akadémia elnöke, Herczeg Erik alapította meg újra azt a Rákóczi FC-t működtető Kaposvári Labdarúgó Kft-t amely 2017-ben Artner Tamás vezetésével bronzérmes lett az NB3-as bajnokságban.

#### 2017–2018
2017 decemberében a Kaposvári Rákóczi FC vezetősége vezetőedzőnek nevezte ki Waltner Róbertet akivel szárnyalt a klub és 2018 júniusában az Andráshida legyőzésével megnyerte a bajnokságot a csapat, kivívta az NB2-es indulást a magyar bajnokságban.

#### 2018–2019
2018 őszi bajnokság végén 3. helyen állt a csapat. A 2018-2019-es szezon végén a csapat ezüstérmet szerzett a másodosztályban, így feljutottak az élvonalba.
2019–2020
A csapat 14 ponttal búcsúzott az első osztály küzdelmeitől, és a másodosztályban folytatták a 2020-2021-es szezonban, ahonnan egy év elteltével kiestek a harmadosztályba.
2020-2021
2021-ben a csapat kiesett az NB3-ba.
2021-2022
A csapat vezetését Nagy Tamás vette át akivel a csapat a szezon végén a 10. helyen végzett. A szezon végén Nagy Tamás és a Kaposvár útjai elváltak.
2022-23
A szezon elején kinevezték Horváth Rudolfot vezetőedzőnek. Ez a csapat fennállásának a 100. évfordulója.
2023-24
A Rákóczi kispadjáról novemberben távozott Horváth Rudolf, helyét az ambíciódús Székely Tibor vette át akivel az NB3 Délnyugati csoportjának 6. helyén végzett a csapat.
2024-25
A Kaposvár magabiztosan kedzte meg az idényt, de a szezon jó kezdete hiába volt. 2025 januárban távozott a kispadról Székely Tibor, helyét Jeney Gyula vette át. A harmadosztályú bajnokság gólkirálya Babibnszky Bence lett. A dobogóról lecsúszfa a 4. helyen végzett a Rákóczi. Egyes sajtóinformációk szerint pénzügyi gondokkal küzd a csapat. Az utolsó forduló után több meghatározó játékos is távozott a keretből, Babinszky Bence, Balla Kevin, Balogh Ákos, Horváth Balázs, Böndi Ádám, Mikler Dániel, Pressing Máté, Pusztai Dániel és az erőnléti edző Markovics Bence. 

## Szakmai stáb, Vezetőség
Utolsó módosítás: 2021. augusztus 7.
| Ügyvezető        | Baranyai Sándor |
| Sportigazgató    |                 |
| Vezetőedző       | Jeney Gyula     |
| Technikai vezető | Takács Róbert   |
| Kapusedző        | Kostorják Zsolt |
| Erőnléti edző    | Balázs Péter    |
| Másodedző        | Pap Máté        |
| Masszőr          | Balogh Róbert   |
| Fizioterapeuta   | Somlyai Nóra    |
| Szertáros        | Balázs József   |

## Játékoskeret
Utolsó módosítás: 2025. 07. 16.
*A vastaggal jelzett játékosok felnőtt válogatottsággal rendelkeznek.
**A dőlttel jelzett játékosok kölcsönben szerepelnek a klubnál.
Források:  
| Mezszám       | Név                | Nemzetiség | Születési hely | Születési idő (kor)                    | Korábbi csapat               | Érték (€) | Szerződés lejárta |
| Kapusok       | Kapusok            | Kapusok    | Kapusok        | Kapusok                                | Kapusok                      | Kapusok   | Kapusok           |
| ------------- | ------------------ | ---------- | -------------- | -------------------------------------- | ---------------------------- | --------- | ----------------- |
| 1             | Horváth Fábián     | magyar     | Kaposvár       | 2005. április 8. (20 éves)             | utánpótlásból került fel     | N/A       | Nem publikus      |
| Védők         |                    |            |                |                                        |                              |           |                   |
|               | Heil Máté          | magyar     |                | 2004. augusztus 24. (20 éves)          | utánpótlásból került fel     | N/A       | Nem publikus      |
|               | Horváth Balázs     | magyar     |                | 2004. december 20. (20 éves)           | utánpótlásból került fel     | N/A       | Nem publikus      |
|               | Hadaró Valentin    | magyar     | Kaposvár       | 1995. június 8. (30 éves)              | pmfc                         | 125000 €  | Nem publikus      |
|               | Görög Gergő        | magyar     |                | 2002. szeptember 19. (23 éves)         | FC Dunaföldvár               | N/A       | Nem publikus      |
|               | Szabó Milán        | magyar     |                | 2007. szeptember 1. (18 éves)          | utánpótlásból került fel     | N/A       | Nem publikus      |
|               | Polák Kevin        | magyar     |                | 2004. június 7. (21 éves)              | Budapest Honvéd FC           | N/A       | Nem publikus      |
|               | Barkóczy Kristóf   | magyar     |                | 2006. május 28.                        | utánpótlásból került fel     | N/A       | Nem publikus      |
| Középpályások |                    |            |                |                                        |                              |           |                   |
|               | Hampuk Ádám        | magyar     |                | 1995. április 21.                      | HR-Rent Kozármisleny FC      | 25000 €   | Nem publikus      |
|               | Zarka Ádám         | magyar     |                | 2008. augusztus 5. (17 éves)           | Utánpótlásból került fel     | N/A       | Nem publikus      |
|               | Szederkényi Ádám   | magyar     | Kaposvár       | 2003. október 5. (21 éves)             | utánpótlásból került fel     | N/A       | Nem publikus      |
|               | Alessio Mazzonetto | Olasz      |                | 2001. január 23. (24 éves)november 28. | Ferencvárosi TC (labdarúgás) | N/A       | Nem publikus      |
|               | Nagy Máté          | magyar     |                | 2002. április 21. (23 éves)            | PTE-PEAC                     | N/A       | Nem publikus      |
|               | Pusztai Dániel     | magyar     |                | 2001. július 1. (24 éves)              | Pénzügyőr SE (labdarúgás)    | N/A       | Nem publikus      |
| Támadók       |                    |            |                |                                        |                              |           |                   |
|               | Zoltán Rafael      | magyar     |                | 2004. július 11. (21 éves)             | Kecskeméti TE                | N/A       | Nem publikus      |
|               | Mayer Milán        | magyar     | Kaposvár       | 1996. május 24. (29 éves)              | Szekszárdi UFC               | N/A       | Nem publikus      |
|               | Nicoló Mazzonetto  | olasz      |                | 2001. november 28. (24 éves)           | Ferencvárosi TC (labdarúgás) | N/A       | Nem publikus      |
| 10            | Bíró Dominik       | magyar     | Bonyhád        | 1998. június 25. (27 éves)             | Nyíregyháza Spartacus FC     | 50 000    | Nem publikus      |

## Névváltozások
- 1923 – 1927 Kaposvári Rákóczi S.C.
- 1927 – 1949 Kaposvári Rákóczi A.C.
- 1949 – 1950 Kaposvári Dolgozók Sport Köre
- 1950 – 1951 Kaposvári ÉDOSZ
- 1951 – 1955 Kaposvári Kinizsi
- 1955 – 1956 Somogyi Kinizsi
- 1956 – 1957 Kaposvári Rákóczi A.C.
- 1957 – 1970 Kaposvári Kinizsi
- 1970 – 1992 Kaposvári Rákóczi S.C.
- 1992 – 2003 Kaposvári Rákóczi F.C.
- 2003 – 2007 NABI-Kaposvári Rákóczi FC
- 2007 – 2009 Gabona Trans Kaposvári Rákóczi FC
- 2009 – Kaposvári Rákóczi F.C.

## Vezetőedzők
- Záborszky Jenő (–1954)
- Háda József (1955)[6]
- Szeder István (1956)[7]
- Avar István (1957)
- Záborszky Jenő (1957–1958)
- Király Tivadar (1958–1959)
- Avar István (1959–1960)
- Kiss István (1960)[8]
- Zádori László (1960–1962)[9]
- Varga György (1962–1963)[10]
- Váradi Lajos (1963–1966)[11]
- Szigeti János (1966–1967)[12]
- Szentannai József (1967–1968)[13]
- Zag József (1969–1971)[14]
- Váradi Lajos (1971–1973)[15]
- Mathesz Imre (1973–1977)[16]
- Németh Lajos (1977–1979)[17]
- Váradi Lajos mb. (1979)[18]
- Puskás Lajos (1979–1981)[19]
- Magasházi József (1981)[20]
- Csaba Gábor (1982)[21]
- Zag József mb. (1983)[22]
- Bőzsöny János (1983–1985)[23]
- Madár Gábor (1985–1986)[24]
- Csordás István (1986–1988)[25]
- Monostori Tivadar (1988–1989)[26]
- Duschák István mb. (1989)[27]
- Horváth Miklós (1989–1990)[28]
- Bőzsöny János (1990–1991)[29]
- Mathesz Imre (1991–1992)[30]
- Fuisz János (1992–1993)[31]
- Petrók Viktor mb. (1993)[32]
- Márton József (1993)[33]
- Horváth Lajos (1993–1995)[34]
- Bőzsöny János (1995–1997)[35]
- Horváth Lajos (1997–1998)[36]
- Bőzsöny János (1999–2000)[37]
- Őze Tibor (2001)[38]
- Kiss László (2001)[39]
- Prukner László (2001)[40]
- Keszei Ferenc (2001–2003)[41]
- Prukner László (2003–2010)[42]
- Sisa Tibor (2010–2012)[43]
- Prukner László (2012–2014)[44]
- Selymes Tibor (2014)[45]
- Márton Gábor (2014)[46]
- Tamási Zoltán (2015)[47]
- Házi László mb. (2015)[48]
- Prukner László (2015)[49]
- Pusztai László (2015–2016)[50]
- Házi László (2016)[51]
- Waltner Róbert és Konrád László (2016)[52]
- Artner Tamás (2017)[53]
- Waltner Róbert (2017–2020)[54]
- Várhidi Péter (2020–2021)[55][56]
- Nagy Tamás (2021–2022)[57]
- Horváth Rudolf (2022–2023)[58]
- Székely Tibor (2024–2025)
- Jeney Gyula (2025–)

## Nemzetközi szereplés
| Szezon  | Bajnokság                                    | Ország    | Csapat             | Eredmény |
| ------- | -------------------------------------------- | --------- | ------------------ | -------- |
| 1987–88 | Közép-európai kupa (Mitropa kupa), B csoport | Olasz     | Pisa Calcio        | 0–2      |
| 1987–88 | Közép-európai kupa (Mitropa kupa), B csoport | Jugoszláv | Vojvodina Novi Sad | 0–3      |

## Híres játékosok
* a félkövérrel írt játékosok rendelkeznek felnőtt válogatottsággal.
| - André Alves dos Santos - Tarmo Kink - Haruna Jammeh - Nikola Šafarić - Landry Mulemo - Igors Tarasovs - Serghei Alexeev - Ľuboš Hajdúch - Ádám Martin - Avar István - Balajcza Szabolcs | - Bene Ferenc - Burcsa Győző - Hegedűs Péter - Kiss László - Korhut Mihály - Kovács Attila - Kriston Attila - Máté János - Milinte Árpád - Nikolics Nemanja | - Oláh Lóránt - Pest Krisztián - Posza Zsolt - Rajczi Péter - Rapp Imre - Szakály Péter - Vermes Krisztián - Waltner Róbert - Fodor Marcell |

## A Kaposvári Rákóczi FC bajnoki múltja
A Kaposvári Rákóczi FC eredményei a NBI-ben:
| Idény | Helyezés | Idény | Helyezés | Idény | Helyezés |
| ----- | -------- | ----- | -------- | ----- | -------- |
| 1976  | 13. hely | 1977  | 14. hely | 1978  | 17. hely |
| 1981  | 16. hely | 1988  | 16. hely | 2005  | 12. hely |
| 2006  | 7. hely  | 2007  | 7. hely  | 2008  | 6. hely  |
| 2009  | 9. hely  | 2010  | 12. hely | 2011  | 7. hely  |
| 2012  | 10. hely | 2013  | 11. hely | 2014  | 16. hely |
| 2020  | 12. hely |       |          |       |          |

## Szezonok
- A Kaposvári Rákóczi FC 2013–2014-es szezonja
- A Kaposvári Rákóczi FC 2012–2013-as szezonja
- A Kaposvári Rákóczi FC 2011–2012-es szezonja
- A Kaposvári Rákóczi FC 2010–2011-es szezonja
- A Kaposvári Rákóczi FC 2009–2010-es szezonja
- A Kaposvári Rákóczi FC 2008–2009-es szezonja
- A Kaposvári Rákóczi FC 2007–2008-as szezonja
- A Kaposvári Rákóczi FC 2006–2007-es szezonja
- A Kaposvári Rákóczi FC 2005–2006-os szezonja
- A Kaposvári Rákóczi FC 2004–2005-ös szezonja

## Külső hivatkozások
- A klub hivatalos oldala (magyarul)
- Prukner László Sportblogja
- A White Wolves szurkolói csoport honlapja
- Képek, adatok a Rákóczi stadionról a magyarfutball.hu-n